# Aeroportul Kashgar
Aeroportul Kashgar (IATA: KHG, ICAO: ZWSH) este un aeroport din Nazarbagh⁠(d), Kaxgar, Kashgar Prefecture⁠(d), Xinjiang, Republica Populară Chineză ce deservește zona Kaxgar. Aeroportul a fost tranzitat în 2022 de 1.551.057 de pasageri. A fost numit după zona deservită.
Situat la o altitudine de 1.380 m, aeroportul dispune de 1 pistă.

## Infrastructură

### Piste
Aeroportul dispune de o singură pistă. Pista are orientarea 08/26.